# 清水澄
清水 澄（旧字体：淸水 澄、しみず とおる、1868年9月27日〈慶応4年8月12日〉 - 1947年〈昭和22年〉9月25日）は、日本の憲法学者。法学博士。栄典は正二位勲一等。
学習院教授、慶應義塾大学部法律科教授を経て、行政裁判所長官、帝国美術院院長、枢密院議長を歴任した。帝国学士院会員。日本国憲法施行後に国体の危機を憂えて自殺した。

## 人物
1868年（慶応4年）、石川県金沢市に生まれる。
1884年（明治17年）、帝国大学法科大学仏法科首席卒業。その後、東京府・内務省勤務を経て、学習院教授。1898年から1901年までドイツとフランスに留学する。1905年（明治38年）、法学博士取得。次いで慶應義塾大学部法律科教授（憲法・行政法担当）。1926年（大正15年）2月27日帝国学士院会員。
宮内省及び東宮御学問所御用掛となり、大正天皇、昭和天皇に憲法学を進講した。行政裁判所長官、枢密院顧問官・副議長となった。
1935年（昭和10年）、文部大臣の松田源治が始めた帝国美術院改革を背景に、帝国美術院院長に就任。既に枢密院にいる法律畑の清水の就任は意外性を持って受け取られたが、1899年（明治31年）から2年間、学習院教授としてドイツ、フランスに留学した際、各国の古美術の保存に関する制度調査を嘱託されたこともあり、完全に門外漢という訳ではなかった。
第二次世界大戦敗戦後、1946年（昭和21年）6月13日最後の枢密院議長に任ぜられる。
枢密院が廃止され、公職追放となり、1947年（昭和22年）5月3日に日本国憲法が施行された後の同年9月25日、日本の国体の危機を憂い、熱海錦ヶ浦海岸から投身自殺を遂げた。墓所は青山霊園。
遺言に当たる「自決ノ辞」には、
と記し、大日本帝国憲法に殉じ、自殺をすることと、その自殺が中国の戦国時代の楚国の屈原が汨羅（べきら）の淵に投身自決した故事に倣ったことが記されている。
国家総動員法の審議が第73回帝国議会で行われた際、「この法案は憲法違反とはいえない」という考えを示した。原田熊雄からこのことを聞いた西園寺公望は「清水なんかに憲法が判るもんか」とコメントしている。
金沢市の石川護國神社には、「清水澄博士顕彰碑」がある。

## 家族
- 父・清水吉三郎 - 石川県[4]
- 妻・タツ - 三好退蔵長女、華族女学校出身[4]
- 長男・清水虎雄 - 地方事務官、富山県商工課長。岳父に中橋徳五郎[4]

## 栄典・授章・授賞
位階
- 1900年（明治33年）10月20日 - 正七位[5]
- 1903年（明治36年）7月30日 - 従六位[5]
- 1906年（明治39年）7月30日 - 正六位[5]
- 1908年（明治41年）12月11日 - 従五位[5][6]
- 1911年（明治44年）2月20日 - 正五位[5]
- 1916年（大正5年）2月29日 - 従四位[5]
- 1921年（大正10年）3月22日 - 正四位[5]
- 1926年（大正15年）4月15日 - 従三位[5]
- 1932年（昭和7年）2月15日 - 正三位[5]
- 1937年（昭和12年）3月1日 - 従二位[5][7]
- 1944年（昭和19年）3月15日 - 正二位[5]

勲章等
- 1910年（明治43年）6月24日 - 勲六等瑞宝章[5]
- 1911年（明治44年）
  - 6月13日 - 金杯一個[5]
  - 12月26日 - 勲五等瑞宝章[5]
- 1912年（大正元年）8月1日 - 韓国併合記念章[8]
- 1913年（大正2年）6月18日 - 勲四等瑞宝章[5]
- 1915年（大正4年）11月10日 - 大礼記念章（大正）[5]
- 1916年（大正5年）4月1日 - 旭日小綬章[5]
- 1917年（大正6年）2月17日 - 勲三等瑞宝章[5]
- 1920年（大正9年）
  - 7月27日 - 金杯一個[5]
  - 9月7日 - 旭日中綬章[5]
- 1921年（大正10年）
  - 2月11日 - 金杯一個[5]
  - 3月1日 - 金杯一個[5]
- 1924年（大正13年）4月30日 - 勲二等瑞宝章[5]
- 1928年（昭和3年）
  - 4月21日 - 金杯一組[5]
  - 11月10日 - 大礼記念章（昭和）[5]
- 1931年（昭和6年）5月1日 - 帝都復興記念章[5]
- 1932年（昭和7年）3月14日 - 勲一等瑞宝章[5]
- 1938年（昭和13年）3月9日 - 旭日大綬章[5]
- 1940年（昭和15年）
  - 4月29日 - 銀杯一組[5]
  - 8月15日 - 紀元二千六百年祝典記念章[5][9]

外国勲章佩用允許
- 1911年（明治44年）10月31日 - 大清帝国：二等第三等双龍宝星[5]
- 1913年（大正2年）1月22日 - フランス共和国：レジオンドヌール勲章オフィシエ[5][10]
- 1932年（昭和9年）3月1日 - 満州帝国：大満洲国建国功労章[5]
- 1938年（昭和13年）7月9日 - 満州帝国：勲一位柱国章[5]
- 1940年（昭和15年）12月9日 - 満州帝国：建国神廟創建紀念章[5]

## 著書
- 『国法学』（清水書店、明治37年-43年（1904年-1910年））
  - 憲法篇 NDLJP:930905
- 『行政法各論』（早稲田大学出版部、明治43年（1910年））
- 『帝国憲法大意』（清水書店、1912年）
- 『帝国憲法の話』（実業之日本社、大正2年（1914年））
- 『帝国公法大意』（清水書店、大正14年（1925年））
- 『国体論』（教化団体聯合会、昭和2年（1927年））
- 『日本行政法大意』（清水書店）
- 『逐条 帝国憲法講義』（松華堂書店、昭和7年（1932年））
  - 第9版（昭和11年（1936年））NDLJP:1278317
  - 平成27年（2015年）、呉PASS出版で復刻版
- 『日本行政法』（松華堂書店、昭和10年（1935年））